# 七盤県
七盤県（しちばん-けん）は、中華人民共和国四川省にかつて存在した県。現在の巴中市巴州区北西部に相当する。
唐代の久視元年（700年）に設置され、宋代の熙寧3年（1070年）に廃止された。